# Тэджон уорлд кап стадиум
«Тэджо́н уо́рлд кап ста́диум», неофициальное название «Пурпурная арена», — многофункциональный стадион в южнокорейском городе Тэджон.
Стадион был открыт в сентябре 2001 года. Стоимость строительства составила 128 миллионов евро. Он стал одним из мест проведения чемпионата мира по футболу 2002 года. В 2017 году на стадионе проходили игры чемпионата мира по футболу среди юношей не старше 20 лет. Стадион рассчитан на 40 407 зрителей.
После чемпионата мира он стал домашним стадионом футбольного клуба «Тэджон Ситизен», франшизы K League Classic, высшего дивизиона Южной Кореи.